# Fianna Fáil
Fianna Fáil – Partia Republikańska (wym. [ˌfʲiən̪ˠə ˈfˠaːlʲ]ⓘ, ang. Fianna Fáil – The Republican Party, irl. Fianna Fáil – An Páirtí Poblachtánach) – jedna z partii w Irlandii, Éamon de Valera publicznie ogłosił powstanie tej „republikańskiej partii” 23 marca 1926 roku. Z tej partii wywodzi się była prezydent Republiki Irlandii Mary McAleese.
W Parlamencie Europejskim Fianna Fáil należała do kwietnia 2009 do frakcji Unia na rzecz Europy Narodów. Po wyborach w 2009 roku zmieniła przynależność, przyłączając się do Porozumienia Liberałów i Demokratów na rzecz Europy.
Nazwa Fianna Fáil oznacza po irlandzku dosłownie żołnierze losu.

## Przywódcy Fianna Fáil
- Éamon de Valera (1926–1959)
- Seán Lemass (1959–1966)
- Jack Lynch (1966–1979)
- Charles Haughey (1979–1992)
- Albert Reynolds (1992–1994)
- Bertie Ahern (1994–2008)
- Brian Cowen (2008–2011)
- Micheál Martin (od 2011)[11]